# 페어리테일: 봉황의 무녀
페어리테일: 봉황의 무녀(劇場版 FAIRY TAIL 鳳凰の巫女, Fairy Tail The Movie Phoenix Priestess)는 일본에서 제작된 후지모리 마사야 감독의 2012년 애니메이션, 판타지 영화이다. 히라노 아야 등이 주연으로 출연하였다.

## 출연

### 주연
- 히라노 아야
- 카키하라 테츠야

### 조연
- 쿠기미야 리에
- 오오하라 사야카
- 나카무라 유이치
- 사토 사토미
- 호리에 유이
- 엔도 아야
- 요시키 리사
- 카나이 미카
- 오카다 케이스케

## 제작진
- 원작자: 마시마 히로
- 주제가노래: 장근석